# Aproximació de dipol discret

En l'aproximació del dipol discret, un objecte més gran s'aproxima en termes de dipols elèctrics radiants discrets.

L'aproximació de dipol discret (DDA), també coneguda com a aproximació de dipol acoblat,  és un mètode per calcular la dispersió de la radiació per partícules de forma arbitrària i per estructures periòdiques. Donat un objectiu de geometria arbitrària, es pretén calcular les seves propietats de dispersió i absorció mitjançant una aproximació de l'objectiu continu mitjançant una matriu finita de petits dipols polaritzables. Aquesta tècnica s'utilitza en una varietat d'aplicacions, com ara la nanofotònica, la dispersió de radar, la física d'aerosols i l'astrofísica.

Magnitud de la intensitat del camp elèctric (colorit) i el vector de Poynting (fletxes negres) en el camp proper del dipol orientat verticalment en el pla de la imatge. Els colors blau/vermell indiquen un camp elèctric orientat cap avall/cap amunt.

## Conceptes bàsics
La idea bàsica del DDA va ser introduïda el 1964 per DeVoe  que la va aplicar per estudiar les propietats òptiques dels agregats moleculars; els efectes de retard no es van incloure, de manera que el tractament de DeVoe es va limitar a agregats petits en comparació amb la longitud d'ona. El DDA, incloent-hi els efectes de retard, va ser proposat el 1973 per Purcell i Pennypacker  que el van utilitzar per estudiar els grans de pols interestel·lar. En poques paraules, el DDA és una aproximació de l'objectiu continu mitjançant una matriu finita de punts polaritzables. Els punts adquireixen moments dipolars en resposta al camp elèctric local. Els dipols interactuen entre si a través dels seus camps elèctrics, per la qual cosa l'aproximació de doble dipol acoblat també es coneix a vegades com a aproximació de dipol acoblat.
La natura proporciona la inspiració física per a l'ADD: el 1909 Lorentz  va demostrar que les propietats dielèctriques d'una substància podien estar directament relacionades amb les polaritzabilitats dels àtoms individuals que la componen, amb una relació particularment simple i exacta, la relació de Clausius-Mossotti (o Lorentz-Lorenz), quan els àtoms estan situats en una xarxa cúbica. Podem esperar que, de la mateixa manera que una representació contínua d'un sòlid és adequada en escales de longitud grans en comparació amb l'espai interatòmic, una matriu de punts polaritzables pugui aproximar amb precisió la resposta d'un objectiu continu en escales de longitud grans en comparació amb la separació interdipolar.
Per a una matriu finita de dipols puntuals, el problema de dispersió es pot resoldre exactament, de manera que l'única aproximació present a l'ADD és la substitució de l'objectiu continu per una matriu de N dipols puntuals. La substitució requereix l'especificació tant de la geometria (ubicació dels dipols) com de les polaritzabilitats dels dipols. Per a ones incidents monocromàtiques es pot trobar la solució autoconsistent per als moments dipolars oscil·lants; a partir d'aquests es calculen les seccions transversals d'absorció i dispersió. Si s'obtenen solucions DDA per a dues polaritzacions independents de l'ona incident, aleshores es pot determinar la matriu de dispersió d'amplitud completa. Alternativament, la DDA es pot derivar de l'equació integral de volum per al camp elèctric.  Això destaca que l'aproximació dels dipols puntuals és equivalent a la de discretitzar l'equació integral, i per tant disminueix a mesura que disminueix la mida del dipol.
Amb el reconeixement que les polaritzabilitats poden ser tensors, el DDA es pot aplicar fàcilment a materials anisotròpics. L'extensió del DDA per tractar materials amb susceptibilitat magnètica diferent de zero també és senzilla, tot i que per a la majoria d'aplicacions els efectes magnètics són insignificants.
Hi ha diverses ressenyes del mètode DDA.
El mètode va ser millorat per Draine, Flatau i Goodman, que van aplicar la transformada ràpida de Fourier per resoldre problemes de convolució ràpida que sorgeixen en l'aproximació del dipol discret (DDA). Això va permetre el càlcul de la dispersió per objectius grans. Van distribuir un DDSCAT de codi obert.   Actualment hi ha diverses implementacions de DDA,  extensions a objectius periòdics,  i partícules col·locades sobre o prop d'un substrat pla.   També s'han publicat comparacions amb tècniques exactes.  Es van publicar altres aspectes, com ara els criteris de validesa de l'aproximació del dipol discret.  El DDA també es va ampliar per emprar dipols rectangulars o cuboides,  que són més eficients per a partícules altament oblades o prolades.

## Transformada ràpida de Fourier per a càlculs de convolució ràpida
El mètode de la Transformada Ràpida de Fourier (FFT) va ser introduït el 1991 per Goodman, Draine i Flatau per a l'aproximació del dipol discret. Van utilitzar una FFT 3D GPFA escrita per Clive Temperton. La matriu d'interacció es va ampliar al doble de la seva mida original per incorporar retards negatius mitjançant la rèplica i la inversió de la matriu d'interacció. Des de llavors s'han desenvolupat diverses variants. Barrowes, Teixeira i Kong van desenvolupar el 2001 un codi que utilitza la reordenació de blocs, el farciment de zeros i un algorisme de reconstrucció, afirmant un ús mínim de memòria. McDonald, Golden i Jennings van utilitzar el 2009 un codi FFT 1D i van ampliar la matriu d'interacció en les direccions x, y i z dels càlculs de FFT, cosa que suggereix un estalvi de memòria gràcies a aquest enfocament. Aquesta variant també va ser implementada al codi MATLAB 2021 per Shabaninezhad i Ramakrishna. En un context general s'han suggerit altres tècniques per accelerar les convolucions juntament amb avaluacions més ràpides de les transformades ràpides de Fourier que sorgeixen en els solucionadors de problemes DDA.

## Esquemes d'iteració de gradient conjugat i precondicionament
Alguns dels primers càlculs del vector de polarització es basaven en la inversió directa  i la implementació del mètode de gradient conjugat per Petravic i Kuo-Petravic.  Posteriorment, s'han provat molts altres mètodes de gradient conjugat.  També s'han reportat avenços en el precondicionament de sistemes d'equacions lineals que sorgeixen en la configuració DDA.

## Aproximació del dipol discret tèrmic
L'aproximació del dipol tèrmic discret és una extensió del DDA original a simulacions de transferència de calor de camp proper entre objectes 3D de forma arbitrària.

## Programaris d'aproximació de dipols discrets
La majoria dels codis s'apliquen a partícules no magnètiques heterogènies de forma arbitrària i sistemes de partícules en espai lliure o en un medi dielèctric homogeni. Les quantitats calculades inclouen normalment les matrius de Mueller, seccions transversals integrals (extinció, absorció i dispersió), camps interns i camps dispersos resolts per angle (funció de fase). Hi ha algunes comparacions publicades dels codis DDA existents.

### Programaris DDA de codi obert d'ús general
Aquests codis solen utilitzar malles regulars (cuboides cúbics o rectangulars), el mètode de gradient conjugat per resoldre grans sistemes d'equacions lineals i l'acceleració FFT dels productes matriu-vector que utilitza el teorema de convolució. La complexitat d'aquest mètode és gairebé lineal pel que fa al nombre de dipols tant per al temps com per a la memòria.
| Nom        | Autors                             | Llenguatge                 | Actualitzat      |
| ---------- | ---------------------------------- | -------------------------- | ---------------- |
| DDSCAT     | Draine and Flatau                  | Fortran                    | 2019 (v. 7.3.3)  |
| DDscat.C++ | Choliy                             | C++                        | 2017 (v. 7.3.1)  |
| ADDA       | Yurkin, Hoekstra, i contributors   | C                          | 2020 (v. 1.4.0)  |
| OpenDDA    | McDonald                           | C                          | 2009 (v. 0.4.1)  |
| DDA-GPU    | Kieß                               | C++                        | 2016             |
| VIE-FFT    | Sha                                | C/C++                      | 2019             |
| VoxScatter | Groth, Polimeridis, i White        | Matlab                     | 2019             |
| IF-DDA     | Chaumet, Sentenac, i Sentenac      | Fortran, GUI en C++ amb Qt | 2021 (v. 0.9.19) |
| MPDDA      | Shabaninezhad, Awan, i Ramakrishna | Matlab                     | 2021 (v. 1.0)    |

## Galeria de formes

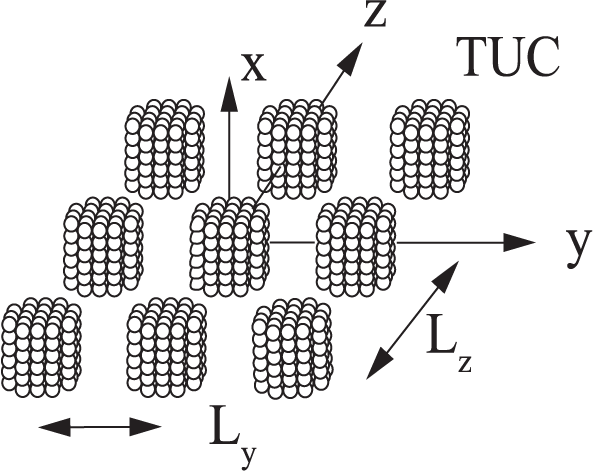
La dispersió per estructures periòdiques com ara lloses, reixes, de cubs periòdics col·locats sobre una superfície, es pot resoldre amb l'aproximació del dipol discret.
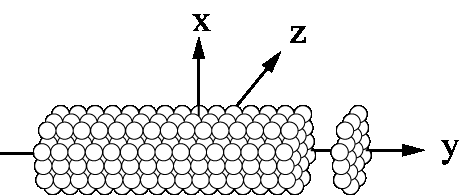
La dispersió per un objecte infinit (com ara un cilindre) es pot resoldre amb l'aproximació del dipol discret.